# Скрыганов, Викентий Васильевич
Викентий Васильевич Скрыганов (бел. Вікенцій Васільевіч Скрыганаў) (22 июня 1903 года, дер. Надейковичи, Рогачёвский уезд, Могилёвская губерния, Российская империя — 27 января 1945 года, северо-западнее Ополе, Опольское воеводство, Польша) — советский военачальник, гвардии генерал-майор (13.09.1944). Герой Советского Союза (6.04.1945, посмертно).

## Начальная биография
Викентий Васильевич Скрыганов родился 22 июня 1903 года в деревне Надейковичи (ныне Рогачёвский район, Гомельская область, Республика Беларусь) в семье рабочего.
Получил среднее образование, после чего работал помощником мастера на картонной фабрике в городе Рогачёв.

## Военная служба

### Гражданская война
В июне 1920 года добровольцем ушёл в Красную Армию. Принимал участие в Гражданской войне, воевал красноармейцем-самокатчиком 50-го автоброневого отряда на Западном фронте в ходе Советско-польской войны, с сентября 1920 года — на Южном фронте против Русской Армии генерала П. Н. Врангеля. Был ранен в руку. В марте 1921 году демобилизовался. Продолжил работать на картонной фабрике.

### Межвоенное время
С июля 1922 года снова служил в рядах РККА. В 1925 году окончил Западную пехотную школу в Смоленске. В том же году вступил в ВКП(б). Служил в 12-м стрелковом полку 4-й стрелковой дивизии Белорусского военного округа (Бобруйск) командиром артиллерийского взвода и командиром артиллерийской батареи. С октября 1927 года служил помощником командира батареи 4-го артиллерийского полка этой дивизии. С февраля 1930 по октябрь 1930 и с апреля 1931 по февраль 1932 года — курсовой командир артиллерийского дивизиона и преподаватель Белорусской объединённой военной школы имени ЦИК БССР (Минск), с октября 1930 по апрель 1931 года служил командиром батареи 33-го артиллерийского полка Белорусского ВО (Могилёв). С февраля 1932 года служил в 7-й артиллерийской бригаде (Мозырь): помощник начальника штаба бригады, с января 1934 — ответственный секретарь партийного бюро бригады. В апреле 1935 года назначен начальником артиллерии 81-го стрелкового полка (Витебск), но через месяц направлен на учёбу в академию.
В 1938 году окончил Военную академию РККА имени М. В. Фрунзе, после чего служил в Генеральном штабе РККА: с августа 1938 — помощник начальника и старший помощник начальника отделения 9-го отдела, с февраля 1940 года — старший помощник начальника отделения в отделе укрепрайонов.

### Великая Отечественная война
В августе 1941 года назначен начальником отделения и заместителем начальника отдела в Управлении строительства укрепрайонов Генерального штаба.
С июня 1942 года полковник В. В. Скрыганов принимал участие в боях на фронтах Великой Отечественной войны, когда был назначен начальником штаба Оперативной группы укрепрайонов Ростовского направления на Южном фронте. После падения Ростова в августе группа была расформирована, Скрыганов был зачислен в распоряжение Военного совета Северо-Кавказского фронта.
В октябре 1942 года был назначен на должность заместителя начальника оперативного отдела штаба Черноморской группы войск Закавказского фронта и участвовал в битве за Кавказ. С 22 марта по 28 апреля 1943 года — заместитель командира 389-й стрелковой дивизии 37-й армии Северо-Кавказского фронта. После недолгого пребывания в распоряжении Главного управления кадров НКО СССР 22 июня 1943 года назначен заместителем командира 6-й стрелковой дивизии (в составе 6-й и 1-й гвардейской армий, Южный фронт). На этом посту участвовал в Миусской, Донбасской, Мелитопольской, Днепропетровской, Нижнеднепровской наступательных операциях.
С января 1944 года — командир 14-й гвардейской Винницкой стрелковой дивизии имени Я. Ф. Фабрициуса, во главе которой воевал в 53-й и 5-й гвардейской армиях 2-го Украинского фронта. Принимал участие в Корсунь-Шевченковской, Уманско-Ботошанской, Львовско-Сандомирской, Восточно-Карпатской наступательных операциях. За отличные действия в Уманско-Ботошанской операции, в том числе за освобождение города Новоукраинск дивизия была награждена орденом Красного Знамени (29.03.1944).
13 сентября 1944 года В. В. Скрыганову присвоено воинское звание «генерал-майор».
Командир 14-й гвардейской стрелковой дивизии (33-й гвардейский стрелковый корпус, 5-я гвардейская армия, 1-й Украинский фронт) гвардии генерал-майор В. В. Скрыганов особо отличился в ходе Висло-Одерской операции. В первый день наступления с сандомирского плацдарма, 12 января 1945 года, дивизия прорвала долговременную многоэшелонированную оборону противника западнее города Сандомир (Польша). За 11 последующих дней дивизия прошла с боями 265 километров и освободила города Буско-Здруй, Ченстохова, Стопница и 267 других населённых пунктов. В этой операции дивизией уничтожено и пленено 1357 солдат и офицеров противника, уничтожено и захвачено 60 орудий, 17 танков и бронетранспортёров, большое количество иного вооружения и военного имущества.
22 января 1945 года дивизия форсировала реку Одер в 16 километрах северо-западнее города Оппельн (ныне Ополе, Польша). В этот же день в бою за удержание плацдарма на западном берегу Одера гвардии генерал-майор В. В. Скрыганов был тяжело ранен. 26 января он был представлен к присвоению звания Героя Советского Союза за эти подвиги, а 27 января 1945 года умер в госпитале. Похоронен в городе Львов на холме Славы.
Указом Президиума Верховного Совета СССР от 6 апреля 1945 года за образцовое командование дивизией в боях за освобождение Польши и проявленные при этом личное мужество и героизм гвардии генерал-майору Викентию Васильевичу Скрыганову посмертно присвоено звание Героя Советского Союза.
За время войны В. В. Скрыганов был два раза упомянут в приказах Верховного Главнокомандующего.

## Награды
- Медаль «Золотая Звезда» Героя Советского Союза (6.04.1945);
- Орден Ленина (6.04.1945);
- Два ордена Красного Знамени (5.07.1944, 3.11.1944[8]);
- Орден Суворова II степени (23.09.1944);
- Орден Отечественной войны I степени (16.10.1943);
- Два ордена Красной Звезды (21.02.1942, 13.12.1942);
- Юбилейная медаль «XX лет Рабоче-Крестьянской Красной Армии» (22.02.1938).

## Память
- Именем Героя названы улица в Минске, улица и средняя школа[9] в деревне Дворец Рогачёвского района Гомельской области
- В городе Рогачёв Гомельской области на Аллее Героев в Пионерском парке установлен памятный знак В. В. Скрыганову.